# Ilja Čavčavadze
Ilja Čavčavadze (gruzínsky ილია ჭავჭავაძე; 8. listopadu 1837 Kvareli, Gruzie – 12. září 1907 Zizamuri u Mcchety) byl gruzínský politik, spisovatel, šlechtic a národní obrozenec, který vystupoval proti ruskému útlaku svého národa ve druhé polovině 19. století. Roku 1987 byl gruzínskou církví slavnostně svatořečen jako Svatý Ilja Spravedlivý.
Patřil ke stoupencům politického liberalismu a umírněného nemarxistického socialismu, ale především gruzínského vlastenectví. Snažil se omezit vliv carského Ruska, což řešil pomocí kontaktů na západoevropské (především francouzské) politické prostředí. Mimoto byl i uznávaným básníkem. Známé jsou například jeho balady Zlatá kolébka nebo Poustevník, ale psal také prózu, hlavně povídky. Jeho politická činnost vyvrcholila na přelomu 19. a 20. století, když byl v čele celého gruzínského národního hnutí.
Politika se mu však způsobila mnoho problémů a nakonec ho stála i život. Roku 1907 byl zavražděn u vsi Cicamuri nedaleko města Mccheta, když se vracel z Petrohradu do Tbilisi. Společně s ním byla zavražděna i jeho žena Olga. Kdo stál za vraždou výjimečně populárního politika, není dosud zcela jasné. Mohla to být carská tajná policie Ochranka, která ho dlouhá léta sledovala kvůli jeho politické činnosti nebo bolševici, jimž vadil Čavčavadzeho odpor k násilí. Vrazi nebyli nikdy dopadeni, ale soudí se, že jedním z nich mohl být bolševik a později Stalinův spolupracovník Sergo Ordžonikidze. Sám Stalin si však Čavčavadzeho tvorby v pozdějších letech vážil.